# Monoxenus nigrovitticollis
Monoxenus nigrovitticollis là một loài bọ cánh cứng trong họ Cerambycidae.